# Pseudoacalles
Pseudoacalles är ett släkte av skalbaggar. Pseudoacalles ingår i familjen vivlar.
Kladogram enligt Catalogue of Life:
| Pseudoacalles | \| \| Pseudoacalles maculatus \| \| \| \| \| \| Pseudoacalles michalis \| \| \| \| \| \| Pseudoacalles nuchalis \| \| \| \| |
|               | \| \| Pseudoacalles maculatus \| \| \| \| \| \| Pseudoacalles michalis \| \| \| \| \| \| Pseudoacalles nuchalis \| \| \| \| |
|               | Pseudoacalles maculatus |
|               | |
|               | Pseudoacalles michalis |
|               | |
|               | Pseudoacalles nuchalis |
|               | |